# .int
.int — загальний домен верхнього рівня для міжнародних організацій.